# Вальтер Дюферт
Вальтер Дюферт (нім. Walter Düvert; 2 жовтня 1883, Герліц — 4 лютого 1972, Дюссельдорф) — німецький воєначальник, генерал-лейтенант вермахту. Кавалер Лицарського хреста Залізного хреста.

## Біографія
16 вересня 1911 року вступив в Прусську армію. Учасник Першої світової війни. Після демобілізації армії залишений в рейхсвері. З 1 грудня 1938 року — начальник Генштабу 6-го армійського корпусу. 6 січня 1941 року відправлений в резерв і направлений в училище танкових військ, 6 березня — в штаб 4-ї танкової дивізії. 10 червня знову відправлений в резерв. З 25 червня по 30 листопада 1941 року — командир 13-ї, з 1 липня по 10 жовтня 1942 року — 20-ї танкової дивізії. 10 січня 1943 року відряджений до начальника озброєнь і командувача Резервною армією, 5 квітня — в штаб Головного управління ОКГ. З 1 червня 1943 року — командир 265-ї танкової дивізії. 28 листопада 1944 року відправлений в резерв через важку хворобу, 30 листопада звільнений у відставку.

## Звання
- Фанен-юнкер (16 вересня 1911)
- Фенріх (29 червня 1912)
- Лейтенант (18 лютого 1913)
- Оберлейтенант (6 червня 1916)
- Гауптман (1 лютого 1923)
- Майор (1 лютого 1932)
- Оберстлейтенант (1 серпня 1934)
- Оберст (1 січня 1937)
- Генерал-майор (1 січня 1941)
- Генерал-лейтенант (1 січня 1943)

## Нагороди
- Залізний хрест 2-го і 1-го класу
- Орден Альберта (Саксонія), лицарський хрест 2-го класу з мечами
- Почесний хрест ветерана війни з мечами
- Медаль «За вислугу років у Вермахті» 4-го, 3-го, 2-го і 1-го класу (25 років)
- Застібка до Залізного хреста
  - 2-го класу (22 травня 1940)
  - 1-го класу (11 червня 1940)
- Медаль «За Атлантичний вал» (24 грудня 1940)
- Лицарський хрест Залізного хреста (30 липня 1941)
- Медаль «За зимову кампанію на Сході 1941/42» (15 серпня 1942)